# Polycentropus corniger
Polycentropus corniger är en nattsländeart som beskrevs av Mclachlan 1884. Polycentropus corniger ingår i släktet Polycentropus och familjen fångstnätnattsländor. Inga underarter finns listade i Catalogue of Life.